# 燕雲十六州

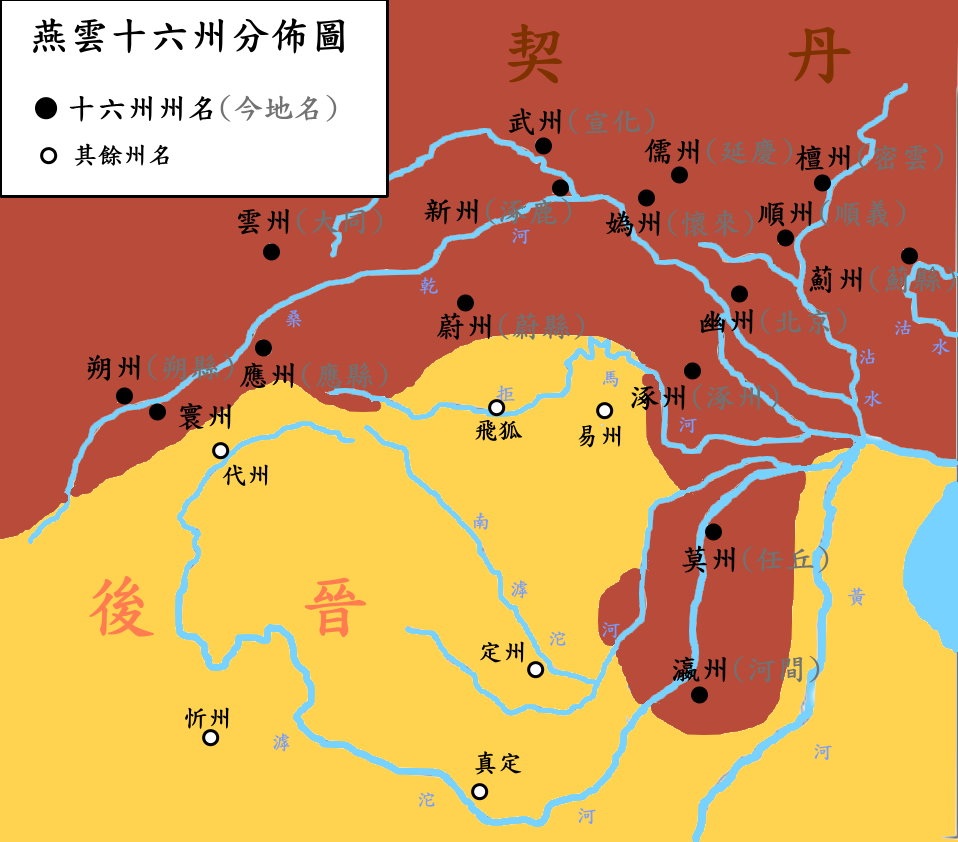
燕雲十六州分佈圖。

燕雲十六州，又稱幽雲十六州、幽薊十六州或燕雲之地，五代至宋朝的地理名詞，即今中華人民共和國北京、天津海河以北，以及山西、河北北部。包括唐代燕薊節度使所轄的燕、薊等十一州，與河東節度使所轄的雲、蔚等五州。
在西周時，此地有山戎、孤竹國、不屠何、燕國等不同部落政權。春秋戰國時，趙國、東胡、匈奴等勢力分別進入此地。此地自古有漢族、烏丸等不同民族同時活動。唐末時，此地分別由河東節度使、幽州節度使與契丹分別控制，經常發生衝突。
後晉皇帝石敬瑭（原為後唐河東節度使）於936年反唐自立，向契丹求援。契丹扶植其建立後晉，契丹首領耶律德光與石敬瑭結為义父子。天福三年（938年），作為回報，石敬瑭按照契丹的要求割讓了燕雲十六州。之後數個王朝都未能將燕雲十六州完全收復（期間瀛洲、莫州二州於後周時被收復），持續近二百年。
在宋朝時，随着金滅遼，金曾短暂交还燕、涿、檀、順、薊、朔、武七州于宋，应、蔚二州降宋，但旋复为金統治。後來蒙古帝國在攻打金國的過程中占領此地。1368年，明太祖朱元璋命徐達、常遇春以「恢復中華」 為號召北伐，結束元朝在中國漢地的統治，漢族王朝收復燕雲十六州。

## 範圍
幽州為漢朝時北京名稱，「燕雲」一名見於《宋史·地理志》。燕雲十六州東西寬約600公里，南北長約200公里，總面積約120,000平方公里。幽、薊、瀛、莫、涿、檀、順七州位於太行山北支的東南方，其餘的雲、儒、媯、武、新、蔚、應、寰、朔九州在山的西北。
| 燕幽薊節度使轄區 1. 幽州（或作燕州）：今北京市區 2. 蓟州：今天津薊州 3. 顺州：今北京顺义 4. 檀州：今北京密云 5. 儒州：今北京延庆 6. 瀛州：今河北河间 7. 莫州：今河北任丘北 8. 涿州：今河北涿州 9. 新州：今河北涿鹿 10. 妫州：今河北怀来 11. 武州：今河北宣化 | 河東節度使轄區 1. 云州：今山西大同 2. 蔚州：今河北蔚县 3. 应州：今山西应县 4. 寰州：今山西朔州东 5. 朔州：今山西朔州 |

## 歷史

### 古代
在西周時，燕雲十六州之地，分别為山戎、燕國的領土。在春秋時，燕國與齊國聯手，消滅了山戎與孤竹國，其後東胡勢力南下至西拉木倫河流域。
在戰國末年，匈奴興起，併吞東胡，與佔有燕山北麓的燕國接壤。漢朝時，此地開始有鮮卑、烏桓等部族活動，漢朝又在此地置五屬國，安置降漢的南匈奴部落，鮮卑與東桓也依附進貢，漢朝利用烏桓與鮮卑的力量，來攻擊匈奴。在南北朝時，此地由北魏控制。
至唐朝時，契丹與奚族進入此地活動，唐朝建立松漠都督府、饶乐都督府等，任命其酋長為都督，以羁縻方式來管理。唐玄宗建立幽州節度使，負責管理此地，後改稱范陽節度使。安祿山曾經出任范陽節度使，與契丹及奚族發生戰爭，其軍隊中有許多歸附的奚族與契丹部眾。在唐朝結束安史之亂後，因為唐朝勢力衰弱，此地形成河北三鎮割據狀況，契丹與奚族再度成為半獨立狀態，在此地區活動。
916年，契丹耶律阿保机建立遼國，統攝了奚與吐渾部族。因為藩鎮間的戰爭以及河北三鎮不恤百姓，河北三鎮百姓流亡至契丹，契丹為他們建立城池與市集，以安撫漢人，讓他們開墾荒田。契丹勢力在此更形穩固。

### 五代十国
唐朝滅亡之後，契丹曾經進攻雲中，沙陀部領袖李克用與耶律阿保機結盟，雙方約為兄弟，也曾討論過合作攻打後梁的計劃。據《契丹國志》，此次會盟，由李存勗與耶律阿保機約為兄弟。在李克用死後，李存勗繼位之初，曾派人送哀冊給耶律阿保機，同時請求他派兵至潞州協助平亂。
沙陀人李存勖建立後唐，後唐擊敗劉仁恭父子後，勢力進入此地，與契丹在此地發生過多次戰爭，但此地主要仍由契丹控制。
到末帝李從珂繼位時，大將石敬瑭為河東節度使，負責與契丹之間的戰爭。後來末帝開始對石敬瑭起疑，石敬瑭也暗中謀自保。石敬瑭以多病為理由，上表請求朝廷調他往其它藩鎮，藉此試探朝廷對他的態度。末帝在清泰三年（936年）五月改授石敬瑭為天平節度使，並降旨催促赴任。石敬瑭懷疑末帝李從珂對他起疑心，便舉兵叛變。後唐派兵討伐，石敬瑭被圍，向契丹求援。九月契丹軍南下，擊敗唐軍。石敬瑭在十一月受契丹冊封為大晉皇帝，認契丹主耶律德光為父，自稱兒皇帝，然後向後唐都城洛陽進軍，末帝在閏十一月（937年1月）自焚，後唐遂亡。石敬瑭滅後唐後，建立後晉，在938年按約定將燕雲十六州割讓給契丹國，終止與契丹之間的戰爭，並每年向契丹進貢。

### 辽
燕雲十六州被割入辽朝以後，令沙陀的後晉、後漢及漢族的後周、宋朝等政權失去了與北方遊牧民族之間的天然防線，契丹人也開始從單純的遊牧民族，過渡為遊牧與農耕文明相交雜的民族。在契丹統治之下，漢族也和契丹族混居。
顯德六年（959年），後周王朝世宗柴榮率軍攻遼國，水陸並進，一個多月內攻陷瀛、莫、寧（河北靜海縣南，並非石敬瑭割讓之十六州之內）三州，以及益津關（河北霸縣）、瓦橋關（涿縣南，又稱雄縣，今雄安新區所在地）、淤口關三關。五月，欲攻取幽州（今北京）時，因病重班師，六月十九日，崩於東京（今河南開封）。
宋朝在中原開國後，北宋面對契丹鐵騎由燕雲十六州疾馳而至的威胁，在汴京附近廣植樹木防御。宋太祖赵匡胤不忘收复燕云，曾在内府库专置“封桩库”，打算贖回失地。宋朝还在河北南部兴建“北京”大名府和遼朝对峙。
太平兴国四年（979年）宋太宗趙光義灭北汉，移师幽州，试图一举收复燕云地区，在高粱河（今北京西直门外）展开激战，宋太宗中箭逃走。之後北宋一直未能收复此地。景德元年（1004年），宋真宗抵澶州北城，後與遼在澶州定下了停戰和議，史稱“澶渊之盟”，之後宋辽边境长期处于相对稳定的状态。燕云十六州在辽朝的统治下，税赋和徭役都很少。宋朝官员余靖也曾评价道：燕云人民实际上并无“南顾之心”。
宣和四年（1122年）宋金订立「海上之盟」，約定聯合滅遼之後，金歸還燕雲十六州予宋。於是宋預置了燕山府路和雲中府路。

### 宋
金太祖完顏阿骨打出兵把遼天祚帝趕到燕山以西之後，于1123年二月把太行山以南的燕京、涿州、易州、檀州、順州、景州、薊州如约给予宋王朝。辽朝降臣左企弓劝其说：“君王莫听捐燕议，一寸山河一寸金。”
宋朝接手之后，改革盐法：辽朝用不到四文钱可以买到一斤盐，但宋朝二百八十文只能买到一斤盐。燕云地区物价飞涨，经济崩坏，使得宋政府在燕云大失人心。
金太祖末到金太宗初，宋趁机策反平州留守张觉，亦派谭稹为两河燕云府宣抚使以索回其余九州，得朔、应、蔚三州投降，金也将朔州、武州按約割让给宋。但金立即袭破平州並指使西夏袭击朔、武，并施压宋朝罢免谭稹，至接任的童贯继续索要九州时，金國以張覺事变为藉口派兵攻擊宋朝。宣和七年（1125年）十二月金兵攻占宋朝燕京地区。宋朝实际上控制了不到两年的燕云地区得而复失。
次年，金兵大舉南下，俘虜了宋徽宗、宋钦宗二帝，史稱“靖康之變”（即岳飛《滿江紅》詩詞裡的“靖康耻”）。大败于金朝的宋朝亦被迫南遷臨安（今杭州），史稱南宋。

### 金
金朝“皇统元年，以燕京路隶尚书省，西京及山后诸部族隶元帅府”。金朝于此地营田牧马。金熙宗完颜亶政治制度逐渐改革，但统治随性滥杀无辜，最终被完顏亮所弑。
天德三年（1151年），金國皇帝完顏亮把燕京路變為中都路，宣布迁都计划。天德五年（1153年），金朝首都从上京（今哈尔滨）迁至中都（今北京）。完颜亮拆除故都上京的宫、庙、府、邸，实施大规模政治和经济改革，希望南克宋朝。

### 元
蒙古统一之后，趁金忙于对宋交战，南下中原。1213年，燕雲十六州被成吉思汗大军占领。大軍南下，橫掃河北，二年後（1215年），中都為蒙古帝國占領，改称原名燕京。金國南遷開封，疆土僅剩黃河南北之地。1234年蒙古滅金。
1271年，忽必烈增國號「大元」，国号「大蒙古兀魯思」改為「大元大蒙古兀魯思」，但蒙語稱呼不變，1272年忽必烈将金中都改名大都（今北京市）並定都於此。燕云地区称为“腹里”，全部由朝廷中书省直辖管理。七年後，南宋亦為元朝所滅。

### 明
洪武元年（1368年），明太祖遣徐達、常遇春攻克大都，結束蒙元的統治，燕雲十六州重新由汉人建立的王朝统治。